# Tailandia en los Juegos Olímpicos de México 1968
Tailandia estuvo representada en los Juegos Olímpicos de México 1968 por un total de 41 deportistas masculinos que compitieron en 6 deportes.
El equipo olímpico tailandés no obtuvo ninguna medalla en estos Juegos.